# 库纳尔省
库纳尔省（波斯語：د کنړونه ولايت）是阿富汗34個省份之一，位於阿富汗東北部，省會阿薩達巴德，人口約428,800人。
庫納爾省是四個「N2KL」省份之一（另外三個為楠格哈爾省、努里斯坦省和拉格曼省）。N2KL是美國駐阿富汗部隊對巴基斯坦聯邦直轄部落地區和開伯爾-普什圖省國界另一則沿杜蘭線地形崎嶇和暴力程度較高的地區使用的代號。庫納爾省是N2KL地區的中心。庫納爾省同時是穆斯林學者、哲學家賈邁勒丁·阿富汗尼的出生地。
1. 1 2